# Endlager Drigg

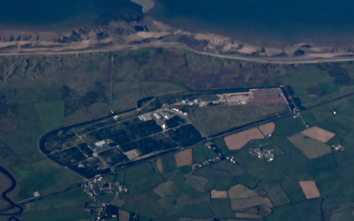
Oberirdischer Teil des Endlagers Drigg, Flugaufnahme (2015)

Das Endlager Drigg ist ein Endlager für schwachradioaktive Abfälle am Ort Drigg in der Grafschaft Cumbria an der Westküste Englands und befindet sich in unmittelbarer Nähe zum Nuklearkomplex Sellafield. Betreiber ist die Firma British Nuclear Fuels plc (BNFL). Es handelt sich um ein oberflächennahes Endlager, bei dem die Abfälle früher in vergleichsweise einfache Betonwannen von rund 700 m Länge, 25 m Breite und 8 m Tiefe eingelagert wurden. Ende der 1980er Jahre wurde eine neue, sicherheitstechnisch verbesserte Einlagerungsmethode entwickelt. Sie basiert auf der Einlagerung genormter Abfallcontainer (15 m³) in Hohlräumen, die mit Beton ausgekleidet sind.
Mit der Einlagerung wurde 1959 begonnen. Die Abfälle stammen vor allem aus Sellafield, aber auch aus anderen BNFL-Tätigkeiten sowie von CEGB (Central Electricity Generating Board), UKAEA (United Kingdom Atomic Energy Authority), MOD (Ministry of Defense), Universitäten und Industrie. Es ist vorgesehen, den Endlagerstandort noch längere Zeit weiter zu nutzen. Bei Vorbehandlung des Abfalls (z. B. durch Kompaktierung) und Umsetzung aller weiteren Planungen kann sich die Betriebsdauer bis mindestens 2050 erstrecken. Bis 2050 ist die Einlagerung von 750.000 m³ schwachradioaktiver Abfälle geplant.

## Kritik und Gefahren
Die englische Umweltbehörde meint, die Wahl von Drigg sechs Kilometer von Sellafield entfernt für die Lagerung von schwach radioaktiv strahlendem Müll war ein Fehler. „Es ist zu bezweifeln, dass der Ort für ein oberflächennahes Lager von radioaktivem Müll gewählt würde, wenn man die Entscheidung heutzutage treffen müsste“
Seit 2010 wurden mehr als 1.200 radioaktive Teile an den Stränden der Grafschaft Cumbria gefunden. „Die weitere Benutzung des Lagers ist aufgrund der Gefahr eines steigenden Meeresspiegels unethisch und äußerst gefährlich für künftige Generationen“, sagt Martin Forwood von einer lokalen Umweltorganisation.
Das 110 Hektar große Lager Drigg liegt lediglich fünf bis zwanzig Meter über dem Meeresspiegel. Eigentlich sollte es nur schwach strahlender Abfall sein, aber angesichts der Schludrigkeiten der Atomindustrie fürchten viele, dass auch hochradioaktiver Abfall in das Lager gelangt ist.